# There is love in repetition
|  | Denne artikel er oprettet af botten PalnaBot ud fra en ekstern database. Den kan derfor have sproglige fejl eller mangler. Denne skabelon kan fjernes efter kontrol af indholdet. |

There is love in repetition er en kortfilm instrueret af Luc Perez efter eget manuskript.

## Handling
Nat. Et par siger 'Godnat'. En fortælling om kærlighed og gentagelse.